# Новоивановский 4-й
Новоива́новский 4-й — посёлок в Чебулинском районе Кемеровской области. Входит в состав Ивановского сельского поселения.

## География
Центральная часть населённого пункта расположена на высоте 170 м над уровнем моря.

## Население
| 2002 | 2010 |
| ---- | ---- |
| 88   | ↘81  |

## Улицы
В посёлке имеются две улицы: Набережная и Трактовая.